# Голланц, Израэль
Сэр Израэль Голланц (англ. Israel Gollancz; 13 июля 1863 — 23 июня 1930) — английский прозаик, переводчик, педагог; профессор английского языка и литературы в Королевском колледже Лондона. Секретарь Британской академии с 1902 по 1930 год.

## Биография
Израэль Голланц родился 13 июля 1863 года в городе Лондоне, шестой из семи детей Рабби Самуэля Маркуса Голланца (англ. Rabbi Samuel Marcus Gollancz; 1820–1900); брат раввина и учёного Сэра Германа Голланца, дядя Виктора Голланца.
В 1891 году издал элегическую поэму неизвестного поэта XIV века «Жемчуг», с переводом на современный английский язык и со своими комментариями. Затем издал «Христа» Киневульфа (1892) и «Экзетерский сборник» англосаксонской поэзии (1895).
Кроме того написал «The Parliament of Three Ages», «Hamlet in Iceland» и др.
Благодаря отчасти и его инициативе в 1902 года была основана Британская академия, в которой Израэль Голланц с самого начала занял место секретаря и прослужил в этой должности до самой смерти.
Он также принимал деятельное участие в еврейской общественной жизни Англии, интересуясь более всего вопросами образования; в течение некоторого времени он был репетитором еврейских студентов в Harrow School, а с 1903 года стоял во главе союза британских еврейских литературных обществ.
В 1910 году он сыграл свадьбу в Лондоне с Алидой Голдшимидт (англ. Alide Goldschmidt).
Членкор Американской академии медиевистики (1928).
Сэр Израэль Голланц умер 23 июня 1930 года в родном городе.
С 1924 года Британская академия вручает Премию сэра Израэля Голланца.